# Referendo de anexação da República Dominicana em 1870
O referendo sobre anexação da República Dominicana pelos Estados Unidos foi realizado na República Dominicana em 19 de fevereiro de 1870. A proposta foi aprovada por 99,93% dos eleitores, embora a participação tenha sido de apenas 30%. No entanto, o Senado dos Estados Unidos rejeitou a anexação em 30 de junho de 1870 com 28 a 28 votos.

## Plano inicial
A República Dominicana originalmente se tornou independente do Haiti em 1844, após a Guerra de Independência. No entanto, em 1861, o país foi ocupado pela Espanha após uma crise inflacionária. Em 1865, o país tornou-se independente novamente após a Guerra da Restauração.
Em 1870, o país tinha dívidas significativas causadas pela Guerra dos Seis Anos. O presidente Buenaventura Báez planejava vender a Península de Samaná aos Estados Unidos por US$ 1,1 milhão, enquanto o presidente dos EUA, Ulysses S. Grant, queria anexar o país inteiro. Um tratado foi assinado entre os dois países em 29 de novembro de 1869. Os EUA comprariam a República Dominicana por US$ 1,5 milhão e arrendariam a Península de Samaná por US$ 147.229,91 por 99 anos.
Em 16 de fevereiro, Báez ordenou a realização de um referendo na forma de um registro. Onze votos contra foram ordenados para que os resultados parecessem plausíveis.

## Resultados
| Escolha                                | Votos  | %     |
| -------------------------------------- | ------ | ----- |
| Favorável                              | 16,000 | 99.93 |
| Contra                                 | 11     | 0.07  |
| Votos inválidos / em branco            | 0      | –     |
| Total                                  | 16,011 | 100   |
| Eleitores registrados / comparecimento |        | 30.00 |
| Fonte: Direct Democracy                |        |       |